# Wella
A empresa Wella é uma das maiores fornecedoras mundiais de cosméticos. Foi fundada em 1880 por Franz Stroher, é sediada em Darmstadt, Alemanha e tem representação em mais de 150 países.
A Wella é especializada em produtos para cabelos, incluindo xampus, condicionadores, cremes de tratamento, alisantes e tinturas. A linha de tinturas é em quatro principais produtos: a tintura em creme para cabelos chamado color perfect coloração profissional, Koleston, uma tintura de aplicação rápida chamada Wellaton e uma tintura de cores suaves e clareadora chamada Soft Color. Possui ainda diversos produtos na linha profissional sob a marca Wella Professionals.
Em 16 de junho de 2015, foi vendida pela Procter & Gamble junto com outras 43 marcas por $ 15 bilhões para a Coty, Inc.

## Publicidade
A Wella possui um largo histórico de uso de celebridades em seus anúncios e publicidade. No Brasil, as principais celebridades que já estrelaram campanhas para a marca foram: Gisele Bündchen, Paula Fernandes, Sabrina Sato e Xuxa.